# Бозоров, Ойбек Олимович
Ойбек Олимович Бозоров (узб. Oybek Olim oʻgʻli Bozorov; род. 7 августа 1997, Касан, Кашкадарьинская область) — узбекистанский футболист, полузащитник клуба «Насаф» и национальной сборной Узбекистана.

## Биография
Начал карьеру в составе клуба «Насаф». Дебют в чемпионате Узбекистана состоялся 4 ноября 2018 года в матче против ферганского «Нефтчи» (2:0). В составе команды становился серебряным призёром чемпионата (2020), обладателем Кубка Узбекистана (2021), участвовал в матче за Суперкубок Узбекистана (2021), доходил до финала Кубка АФК (2021). Претендовал на звание лучшего футболиста Узбекистана 2021 года.
С 2019 по 2020 год выступал за сборную Узбекистана до 23 лет. Участник чемпионата Азии 2020 года среди молодёжных команд. В составе национальной сборной Узбекистана дебютировал 23 февраля 2020 года в товарищеской игре против Беларуси (0:1).

## Достижения
- Серебряный призёр чемпионата Узбекистана: 2020
- Обладатель Кубка Узбекистана: 2021
- Финалист Кубка АФК: 2021